# Surinamesisk dollar
Surinamesisk dollar (S$ - Surinaamse dollar) är den valuta som används i Surinam i Sydamerika. Valutakoden är SRD. 1 Dollar = 100 cents.
Valutan infördes 2004 och ersatte den tidigare  Guilder som infördes 1962 som i sin tur ersatte den holländska Gulden. Vid det senaste bytet var omvandlingen 1 SRD = 1000 guilder.

## Användning
Valutan ges ut av Centrale Bank van Suriname - CBVS som grundades i april 1957 och har huvudkontoret i Paramaribo.

## Valörer
- mynt: 1 och 2 ½ Dollar
- underenhet: 1, 5, 10 och 25 cents
- sedlar: 1, 2½, 5, 10, 20, 50 och 100 SRD